# Adamowo (powiat brodnicki)
Adamowo – wieś w Polsce położona w województwie kujawsko-pomorskim, w powiecie brodnickim, w gminie Jabłonowo Pomorskie.

## Podział administracyjny
W latach 1975–1998 miejscowość należała administracyjnie do województwa toruńskiego.

## Historia
W roku 1687 wieś należała do Trzcińskich. W roku 1879 była to wieś włościańska, licząca 30 mieszkańców.

## Demografia
Według Narodowego Spisu Powszechnego (III 2011 r.) liczyło 126 mieszkańców. Jest najmniejszą miejscowością gminy Jabłonowo Pomorskie.